# Ilha Saona
A ilha Saona é a maior ilha Caribenha adjacente à República Dominicana. Pertence à província La Romana, Caribe, está integrada no Parque Nacional del Este. É um grande polo turístico devido às suas praias e belezas naturais.
Tem duas localidades permanentes, Mano Juan e Catuano. Mano Juan é uma aldeia de pescadores com casas de madeira e Catuano é uma praia,paradisíaca do Caribe, que tem também um destacamento da marinha de guerra.
A ilha foi chamada "Saona" por Cristóvão Colombo, que a descobriu em maio de 1494 durante a sua segunda viagem às Américas. O nome pretendia homenagear Michele da Cuneo, um amigo de Colombo de Savona, uma cidade da Itália. Colombo nomeou Michele da Cuneo como primeiro governador da ilha.